# Rhein-Sieg-Kreis
Rhein-Sieg-Kreis – powiat w Niemczech, w kraju związkowym Nadrenia Północna-Westfalia, w rejencji Kolonia. Siedzibą powiatu jest miasto Siegburg.

## Podział administracyjny
Rhein-Sieg-Kreis składa się z:
- jedenastu gmin miejskich (Stadt)
- ośmiu pozostałych gmin (Gemeinde)

Gminy miejskie:
| Lp. | Nazwa gminy miejskiej | Ludność (31.12.2010) | Powierzchnia km² |
| --- | --------------------- | -------------------- | ---------------- |
| 1   | Bad Honnef            | 25.213               | 48,30            |
| 2   | Bornheim              | 48.531               | 82,70            |
| 3   | Hennef (Sieg)         | 46.114               | 105,89           |
| 4   | Königswinter          | 40.771               | 76,19            |
| 5   | Lohmar                | 31.129               | 65,56            |
| 6   | Meckenheim            | 24.241               | 34,80            |
| 7   | Niederkassel          | 37.552               | 35,80            |
| 8   | Rheinbach             | 27.392               | 69,74            |
| 9   | Sankt Augustin        | 55.442               | 34,24            |
| 10  | Siegburg              | 39.746               | 23,44            |
| 11  | Troisdorf             | 75.369               | 62,18            |

Pozostałe gminy:
| Lp. | Nazwa gminy            | Ludność (31.12.2010) | Powierzchnia km² |
| --- | ---------------------- | -------------------- | ---------------- |
| 1   | Alfter                 | 22.820               | 34,77            |
| 2   | Eitorf                 | 19.386               | 69,91            |
| 3   | Much                   | 14.893               | 78,06            |
| 4   | Neunkirchen-Seelscheid | 20.634               | 50,63            |
| 5   | Ruppichteroth          | 10.631               | 61,96            |
| 6   | Swisttal               | 18.215               | 62,24            |
| 7   | Wachtberg              | 20.202               | 49,68            |
| 8   | Windeck                | 20.455               | 107,23           |